# Clethra fabri
Clethra fabri là một loài thực vật có hoa trong họ Clethraceae. Loài này được Hance mô tả khoa học đầu tiên năm 1883.